# Maria Josepha van Oostenrijk (1751-1767)

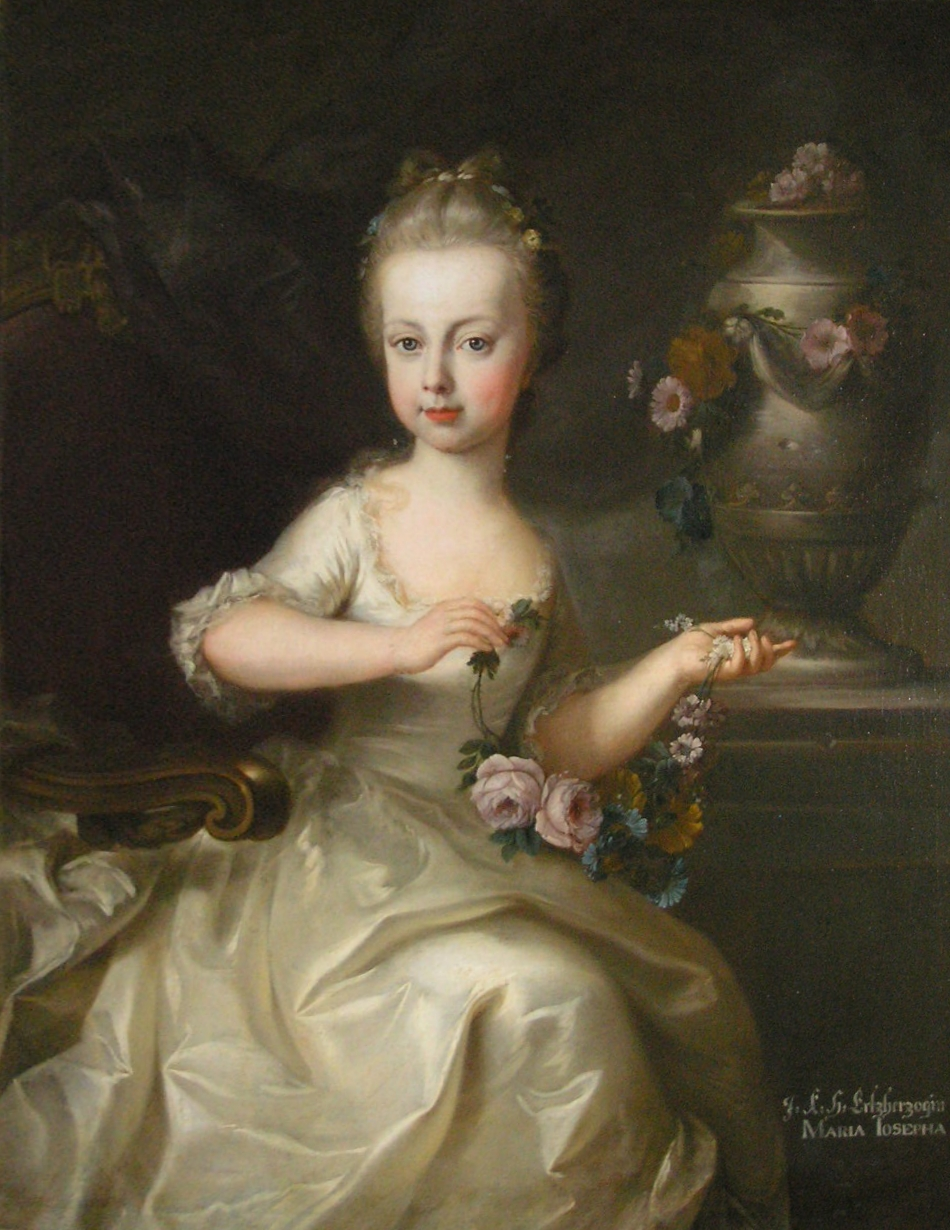
Aartshertogin Maria Josepha van Oostenrijk

Maria Josepha Gabriella Johanna Antonia Anna van Habsburg-Lotharingen (Hofburg Paleis, Wenen, 19 maart 1751 — Schloss Schönbrunn, Wenen, 15 oktober 1767) aartshertogin van Oostenrijk uit het Huis Habsburg-Lotharingen, was de negende dochter van keizer Frans I Stefan van het Heilige Roomse Rijk en keizerin Maria Theresia.
Maria Josepha was doodsbang om de pokken te krijgen. De ziekte had eerder al een eind gemaakt aan het leven van aartshertogin Johanna Gabriella en van de tweede vrouw van keizer Jozef II, keizerin Maria Josepha van Beieren. Ook haar zus Maria Elisabeth had de pokken gehad. De ziekte had bij Maria Elisabeth een einde gemaakt aan de kansen om koningin te worden van Frankrijk, als tweede vrouw van koning Lodewijk XV. De angst bleek terecht. Toen ze in 1767 naar het koninkrijk Napels wilde afreizen om te trouwen met koning Ferdinand van Napels en Sicilië, stierf ze op 15 oktober. Waarschijnlijk had Maria Josepha de ziekte gekregen van haar overleden schoonzus, toen zij het graf bezocht. Keizerin Maria Theresia stond er namelijk op dat zij haar schoonzus nog een laatste bezoek bracht. De graftombe was nog niet goed afgesloten en Maria Josepha overleed drie dagen later op haar zestiende aan de pokken.
Gelukkig voor koning Ferdinand had Maria Theresia nog een andere dochter voor hem, aartshertogin Maria Carolina. Ze huwde Ferdinand op 12 mei 1768 en werd moeder van zeventien kinderen, waaronder koning Frans I. Maria Josepha werd bijgezet in de Kapuzinergruft te Wenen. Een andere zus, Maria Antonia, werd later als Marie Antoinette koningin van Frankrijk.